# Didier de Langres
Pour les articles homonymes, voir Saint Didier (homonymie), Saint-Didier et Didier.
Didier de Langres, évêque de Langres, aurait subi le martyre en 264. L'Église le fête le 23 mai.

## Histoire et tradition
Didier de Langres est fêté le 23 mai, probablement par confusion avec Didier de Vienne, car les plus anciens témoignages situent plutôt la fête de Didier de Langres au 11 février. 
De même, la date de 264 pour son martyre n'est qu'une conjecture, à partir d'actes peu fiables du début du VIIe siècle, dus au prêtre Warnacharius. Didier de Langres semble plutôt avoir été évêque au milieu du IVe siècle, puisque son nom figure sur les listes du faux concile de Cologne de 346. En outre, un autre « Didier », Dizier de Langres (Desiderius), a été évêque de Langres au début du Ve siècle. Selon Guillaume Flamang, chanoine à Langres en 1482, les Vandales conduits par un certain Chrocus l'auraient décapité en 411.
Selon le Martyrologe romain, Saint Didier aurait subi le martyre en 407:

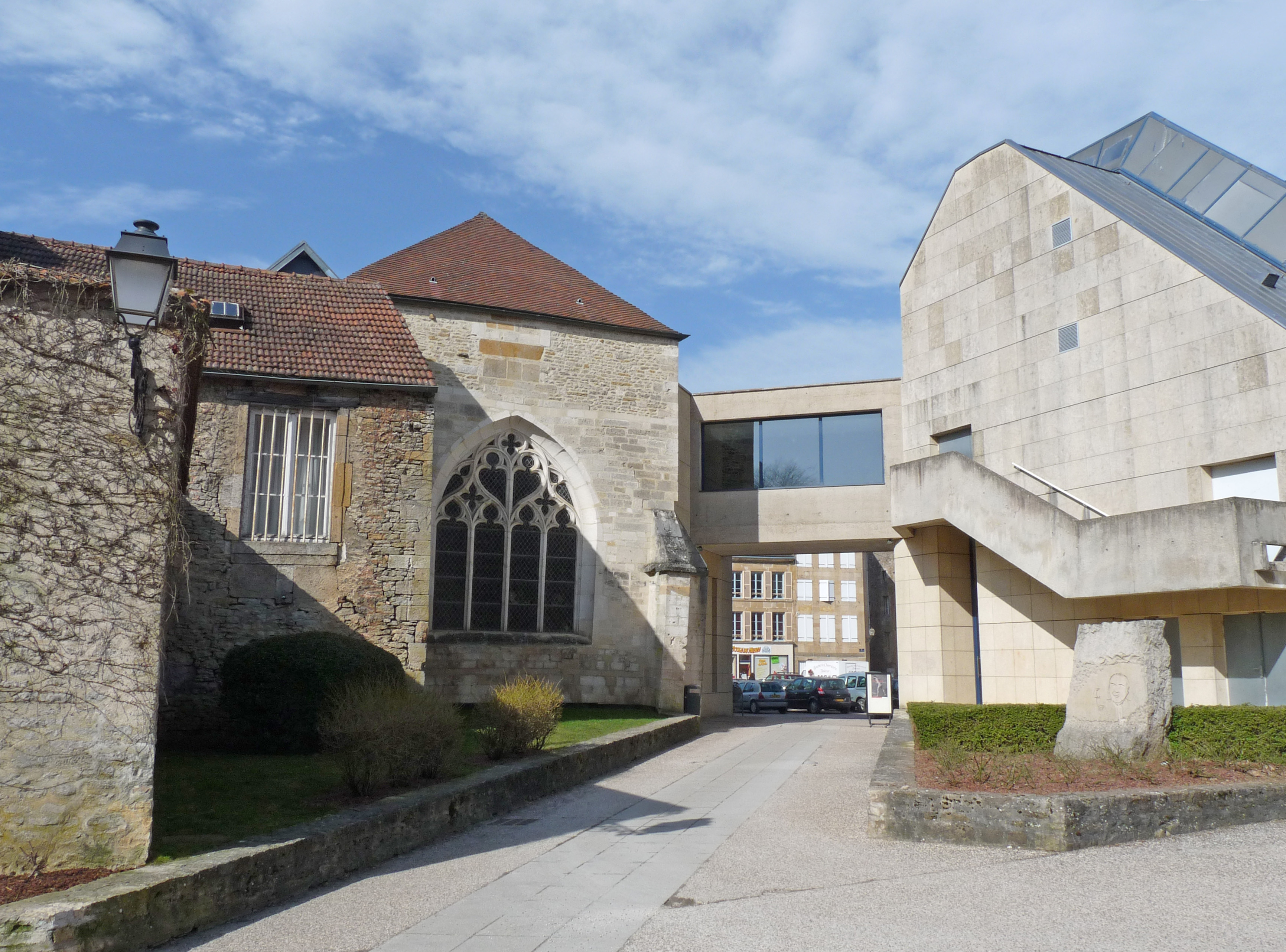
Musée d'art et d'histoire de Langres (Haute-Marne). Sur la gauche l'église de Sainte-Madeleine avec les reliques de Desiderius de Langres.

« Près de Langres, en 407, la passion de saint Didier, évêque. Témoin des maux que les Vandales faisaient souffrir à son peuple, il alla, dit-on, trouver leur roi pour tâcher de l’adoucir ; celui-ci ordonna de l’égorger sur le champ et l’évêque présenta volontiers sa tête pour le troupeau confié à ses soins. »